# 乌古其奥尼宫
43°46′11.96″N 11°15′23.36″E / 43.7699889°N 11.2564889°E

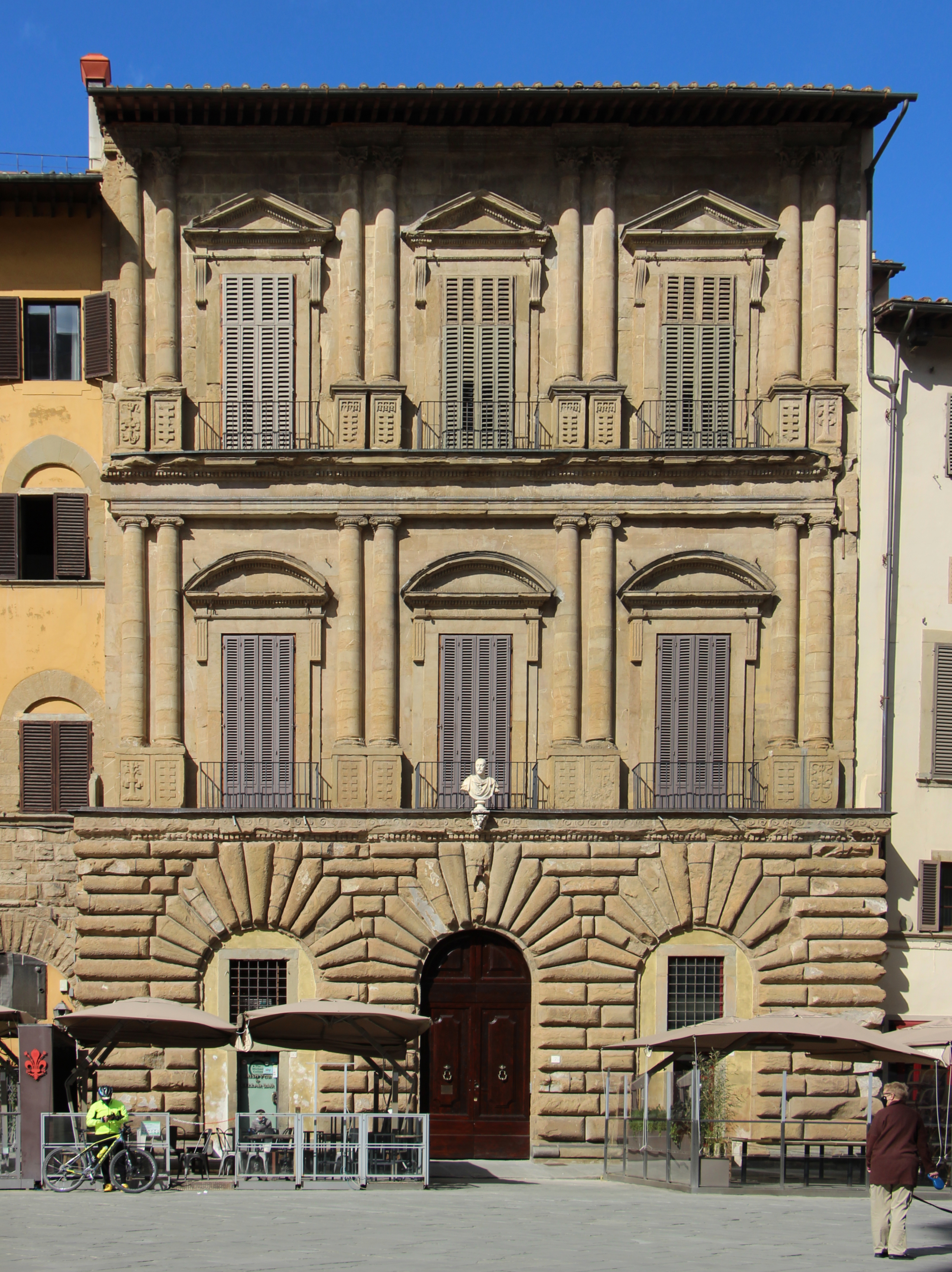
乌古其奥尼宫

乌古其奥尼宫（Palazzo Uguccioni）是意大利佛罗伦萨领主广场上仅次于旧宫的宏伟建筑，兴建于1550年。古典建筑类似于伯拉孟特和拉斐尔在罗马的作品。确切的起源不清楚（除了二楼）。事实上，在建造时，这是佛罗伦萨唯一的私人大楼，其正立面的柱式一直引起学者的兴趣。
大门上方是弗朗切斯科一世·德·美第奇半身像，作为献给大公的标志。